# Garcia Homem
Garcia Homem foi um criado do Infante D. Henrique e genro de João Gonçalves Zarco. Foi capitão de caravelas em duas expedições de captura de escravos no ano de 1445, na primeira na frota de Antão Gonçalves e na segunda de Estêvão Afonso.